# L'Arbre de Noël (film)
Pour les articles homonymes, voir L'Arbre de Noël  (homonymie).
Pour plus de détails, voir Fiche technique et Distribution.
L'Arbre de Noël (italien : L'albero di Natale) est un film franco-italien réalisé par Terence Young, sorti en 1969.
Le film est librement adapté du roman du même nom de Michel Bataille. Il existe en deux versions, une version française où Bourvil s'exprime en français, les autres acteurs étant doublés ; et une version internationale où Bourvil s'exprime en anglais avec un accent prononcé. Les deux versions diffèrent légèrement en termes de montage cinématographique, ainsi que dans les détails des scènes tournées deux fois. Il s'agit d'un des derniers films de Bourvil, mort en septembre 1970.

## Synopsis
Riche homme d'affaires franco-américain, Laurent Ségur est heureux de présenter sa nouvelle compagne, Catherine Graziani, à son jeune fils, Pascal, dix ans, dont la maman est morte accidentellement. C'est le début des vacances d'été. Pascal veut les passer en Corse. Là, au bord de la mer, son père et lui partent pêcher au large et voient exploser un avion militaire dont le pilote a pu larguer en parachute le précieux chargement : une bombe atomique. Irradié, Pascal est atteint de leucémie et selon les médecins n'a plus que six mois à vivre, son père doit son propre salut au fait d'avoir été en plongée au moment fatidique.
Laurent, décide d'offrir à son fils les mois qui lui restent les plus merveilleux qui soient et l'emmène vivre au château qu'il a acheté, où ils retrouvent Verdun, qui fut son compagnon de résistance, et la vieille gouvernante Marinette. L'enfant obtient tout ce qui peut l'émerveiller, son père lui achète un tracteur, puis, comme il est fasciné par les loups qu'il a vus dans un zoo à Paris, il en voudrait un dans le château. Ne pouvant pas en trouver, son père et Verdun montent une expédition rocambolesque pour aller en voler un au zoo, finalement ils en rapportent un couple que Pascal apprivoise rapidement. Enfin arrive Noël qui sera le dernier de l'enfant.

## Fiche technique
- Titre original : L'Arbre de Noël
- Titre italien : L'albero di Natale
- Réalisation : Terence Young
- Réalisation de la seconde équipe : Bernard Farrel
- Scénario : d'après le roman de Michel Bataille
- Adaptation et dialogues : Terence Young
- 1er Assistant réalisateur : Paul Feyder
- Second Assistant réalisateur : Xavier Gélin
- Assistant réalisateur stagiaire: Jean Szniten
- Images : Henri Alekan
- Photographe de plateau : Yves Mirkine
- Opérateur : Henri Tiquet et Raymond Picon-Borel pour la seconde équipe
- Musique : Georges Auric (Édition Eden-Roc)
- Décors : Jean André, assisté de Tony Roman, Eugène Roman, Robert André
- Son : William-Robert Sivel
- Montage : Monique Bonnot, assistée de Johnny Dwyre, Madeleine Bagiau, Annie Charrier
- Script-girl : Janine Wita, Jacqueline Braunstein
- Régisseur Général : Clo d'Olban, Jean Drouin
- Administrateur : Roger Morand
- Costumes : Tanine Autre
- Maquillage : Marie-Madeleine Paris
- Coiffures : Alain Scemama
- Ensemblier : Fernand Bernardi, Robert Turlure
- Accessoiriste, effets spéciaux : Karl Baumgartner, Daniel Braunschweig
- Générique : LAX
- Enregistrement Westrex, Laboratoire Franay, L.T.C Saint-Cloud
- Pellicule 35 mm couleur par Eastmancolor
- Production : Films Corona, Jupiter Generale Cinematografica
- Chef de production : Robert Dorfmann
- Directeur de production : Georges Valon
- Distribution : Valoria-Films
- Pays de production :  France |  Italie
- Langues originales : français, anglais
- Genre : Film dramatique, Film de Noël[2], Mélodrame
- Durée : 108 minutes
- Visa d'exploitation : 35353
- Dates de sortie :
  - États-Unis : 25 septembre 1969
  - Italie : 10 octobre 1969
  - France : 15 octobre 1969

## Distribution
- William Holden (VF : Raymond Loyer) : Laurent Ségur
- Brook Fuller (VF : Lucie Dolène) : Pascal Ségur
- Bourvil : Verdun
- Virna Lisi (VF : Perrette Pradier) : Catherine Graziani
- Madeleine Damien : Marinette
- Friedrich von Ledebur (VF : Paul Bonifas) : M. Vernet
- Mario Feliciani (VF : Jean-Henri Chambois) : docteur
- Michel Thomass : ami corse de Verdun
- Georges Douking : animalier
- Yves Barsacq : Charlie Lebreton
- Jean-Pierre Castaldi : motard de la gendarmerie
- France Daunic : monitrice.
- Maria Schneider ?

## Lieux de tournage
- Château de Taulane, La Martre, Var , France
- Corse, France
- Nice, Alpes-Maritimes, France
- Paris, France
- Saint-Tropez, Var, France
- Senlis, Oise, France
- Studios de Boulogne-Billancourt/SFP - 2 Rue de Silly, Boulogne-Billancourt, Hauts-de-Seine, France
- Studios de la Victorine - 16, avenue Édouard Grinda, Nice, Alpes-Maritimes, France